# Extinction (Roman)
Extinction („Auslöschung“) ist ein Science-Fiction-Thriller-Roman des japanischen Schriftstellers Kazuaki Takano, der 2015 in einer Zweitübersetzung aus dem Englischen von Rainer Schmidt erschienen ist. Die japanische Originalfassung erschien unter dem Titel Genocide (jap. ジェノサイド, Jenosaido) am 30. März 2011 bei Kadokawa Shoten, in den Vereinigten Staaten erschien er 2013 als Genocide of One.

## Aufbau
Der Roman ist in Prolog, drei Hauptabschnitte und Epilog gegliedert. Die gesamte Handlung spielt sich innerhalb von etwa einem Monat ab. Der Anfang von Teil 2 beginnt dabei zeitlich früher als Teil 1. Die Geschichte spielt sich im Wesentlichen an drei Schauplätzen ab: in den USA im Weißen Haus, im Kongo und in Tokio. Der Zusammenhang der einzelnen Passagen wird dabei erst im Verlauf der Geschichte ersichtlich. Neben der eigentlichen Handlung werden – teils sehr detailreich und ausführlich – Abschnitte u. a. zu den Themen Pharmazie, Medizin, Evolution, Kriegspsychologie und Politik eingefügt. Texte aus Telefonaten oder E-Mails, die eine besondere Bedeutung haben, werden als Zitate an verschiedenen Stellen wiederholt.

## Handlung

### Prolog
Im Spätsommer 2004 treffen sich der US-Präsident Burns, mehrere amerikanische Sicherheitschefs und Wissenschaftler, um einen Bericht über eine neu aufgetauchte Lebensform in Afrika zu besprechen. Diese neue Lebensform könnte potentiell in der Lage sein, die gesamte Menschheit zu bedrohen und zu vernichten. Ein solches Szenario wurde bereits 1975 vom Heisman-Report beschrieben. Watkins berichtet, dass das Schneider Institute bereits beauftragt wurde, einen Aktionsplan zu erstellen, wie diese Bedrohung eliminiert werden kann.

### Teil 1: Der Heisman-Report
Kento Koga beerdigt seinen Vater und entdeckt anschließend eine E-Mail von ihm. In dieser E-Mail erfährt Koga, dass er im Haus seiner Eltern das "Buch, auf das du dein Eis am Stiel hast fallen lassen" öffnen soll. In dem Buch findet er eine weitere Nachricht und eine Kontokarte mit 5.000.000 Yen. Koga nimmt ein für ihn versteckten (schwarzen) Laptop an sich, der jedoch nur einen blauen Bildschirm anzeigt. Von seinem Vater wird er zu einer ihm unbekannten Wohnung in Machida geschickt, wo er ein kleines Chemie- und Versuchslabor vorfindet. In einer weiteren Nachricht fordert sein Vater ihn auf, eine begonnene Forschungsarbeit weiterzuführen und macht ihn auf einen dazu benötigten (weißen) Laptop aufmerksam.
Koga und sein Freund Doi finden heraus, dass der weiße Laptop ein Programm namens GIFT enthält, das für die gezielte Entwicklung von Medikamenten eingesetzt werden kann. Yuri Sakai tritt Koga entgegen und fordert, dass er den Laptop herausgeben soll, was er allerdings nicht tut. In der Nacht, nachdem Jeong-hoon Lee und Koga GIFT eingehend inspiziert haben, erhält Koga einen Anruf, der ihn auffordert sein Apartment zu verlassen. Kurz darauf erscheint Kriminalkommissar Kadota vor seiner Tür und behauptet, dass Kogas Vater Daten aus den USA gestohlen hätte und deshalb der Laptop beschlagnahmt werden soll. Koga flüchtet daraufhin über einen Sprung von seinem Balkon.
Yeager und die drei anderen Söldner werden einem Ausbildungscamp von Zeta Security in Südafrika auf die Operation Guardian im Kongo vorbereitet. Hier erfahren sie, dass sie einen Stamm der Kanga-Pygmäen vernichten sollen, um einen Virus auszulöschen, der eine Bedrohung für die Menschheit darstellt. Zudem soll ein unbekanntes Lebewesen getötet werden, das die Söldner "noch niemals gesehen haben". Zur Vorsorge gegen das Virus wird allen eine Kapsel mitgegeben, die sie nach ihrem Auftrag nehmen sollen. Nach dem Flug von Südafrika nach Uganda werden die vier Söldner von einem Fahrer in den Kongo gebracht, von wo aus sie durch den Urwald zu dem Pygmäen-Stamm gelangen. Auf dem Weg sehen sie, wie eine Schimpansen-Gruppe gezielt ein Babytier einer anderen Schimpansen-Gruppe tötet, was die Söldner als eine kriegsähnliche Handlung interpretieren.
Im Weißen Haus informiert Gardner über die Lage der Operation Nemesis, die die Organisation zur Vernichtung der Pygmäen steuert. Informationen der NSA zufolge gäbe es ein Problem in Japan, wo Koga auf die Operation versuchen würde zuzugreifen. Die CIA habe einen Agenten beauftragt, die Situation zu untersuchen.
Koga, der vor der Polizei ins Labor in Machida geflüchtet ist, erfährt, dass sowohl seine Mutter als auch sein universitärer Betreuer Sonoda vom FBI bzw. der Polizei besucht wurden. Durch den Zeitungsreporter Sugai erlangt Koga Kenntnis über den Heisman-Reports, der von der potentiellen Ausrottung der Menschheit handelt. In der Nationalen Parlamentsbibliothek findet Koga in einer Zeitschrift den Heisman-Report. In einem Abschnitt über die menschliche Evolution wird beschrieben, dass sich eine neue Generation von Menschen entwickeln wird, die über einen vergrößerten Neocortex verfügen und "komplexe Sachverhalte in ihrer Gesamtheit begreifen" können. Zudem würden sie über "geistige Fähigkeiten, die für uns unfassbar sind", verfügen. Diese neue Spezies werde den Homo sapiens vernichten, wie zuvor auch der Peking-Mensch und die Neandertaler verschwunden sind.
Die Söldner im Urwald erreichen das Lager der Kanga-Pygmäen und beobachten es aus der Ferne. Pierce, der eindeutig zu identifizieren ist, tritt aus einem Zelt und ruft laut die Namen der Söldner und dass er weiß, dass sie ihn hören. Er behauptet, dass die Operation Guardian ein Schwindel sei, da es kein tödliches Virus gäbe. Garretts illoyales Verhalten wäre zutage gekommen und die Söldner würden auf Anweisung des Weißen Hauses getötet. Zudem sei die Krankheit von Yeagers Sohn Justin heilbar. In einem Vier-Augen-Gespräch klärt Garrett Yeager auf, dass er kein Marine, sondern ein CIA-Agent ist. In den USA gelte er als Verräter, weil er Beweise für Folterungen gesammelt habe, um den US-Präsidenten vor ein internationales Kriegsverbrechertribunal zu stellen. Yeagers neuer Plan ist, niemanden mehr zu töten und stattdessen, Pierce gefangen zu nehmen und zu befragen. In der Nacht betritt Yeager Pierces Zelt und sieht ihn mit einem menschen-ähnlichen Wesen auf dem Arm, von dem er sofort weiß, dass es die Kreatur ist, die er töten soll.

### Teil 2: Nemesis
Arthur Rubens wird im Weißen Haus mit dem Heisman-Report und einer abgefangenen E-Mail von Pierce konfrontiert. Aus der E-Mail geht hervor, dass ein Mbuti-Paar ein Kind mit einem andersartigen Kopf zur Welt gebracht hat, das zu einer "neuen menschlichen Spezies" gehöre. Das inzwischen dreijährige Kind sei hochintelligent und zeige es ein herausragendes Verständnis für Mathematik und könne Primzahlen faktorisieren, was zur Entschlüsselung von Nachrichten verwendet werden könne. Rubens erarbeitet mehrere Hypothesen, wie es zur Evolution des Kindes kommen konnte und stellt einen Plan zur Gefangennahme vor. Dieser wird allerdings umgehend verworfen und beschlossen, dass der komplette Pygmäen-Stamm inklusive Pierce eliminiert werden soll. Daraufhin entwirft Rubens die Operation Guardian, die die Menschheit retten soll, indem der komplette Pygmäen-Stamm und Pierce getötet wird. Das dreijährige Kind nennt er Nous, nach dem Begriff der Noosphäre. Die umfassende Operation zur Ermordung des Kindes und der Söldner tauft er Nemesis.
Rubens erfährt, dass Seiji Koga in Japan nach dem Begriff Heisman Report im Internet gesucht hat. Koga war 1996 in Zaire bei den Mbuti und hatte eine epidemiologische Untersuchung von Virusinfektionen durchgeführt. Zur gleichen Zeit war auch Pierce bei den Pygmäen, so dass sich beide kennen würden. Mit Hilfe der NSA werden verschlüsselte E-Mail-Kommunikationen zwischen dem Kongo und Japan abgefangen, deren Sender und Empfänger allerdings unklar sind. Nach Kogas Tod reißt die Kommunikation nicht ab, und Kento Koga steht im Verdacht, an den E-Mails beteiligt zu sein. Um die Nachrichten entschlüsseln zu können, soll der Laptop von der lokalen Polizei in Tokio beschlagnahmt werden, was jedoch daran scheitert, dass Koga durch einen Anruf aus New York gewarnt worden ist. Rubens plant weiterhin, die Strategie der Operation in Afrika zu ändern, um die Ermordung weiterer Menschen neben Nous zu verhindern. Er legt Eldridge einen manipulierten Aufsatz von Seiji Koga über die Virusinfektionen des Pygmäen-Stamms vor, dem zufolge nicht alle Mbuti von einer genetischen Mutation betroffen seien, sondern lediglich Nous und Nous’ Vater. Eldridge geht darauf ein, dass die unbeteiligten Mbuti nicht getötet werden sollen, besteht aber darauf, dass Pierce und die vier Söldner ebenfalls ausgeschaltet werden müssten.
Yeager dringt in das Zelt von Pierce ein und sieht ihn mit Akili auf dem Arm. Pierce behauptet, dass das Pentagon die Söldner beseitigen will. Kashiwabara betritt ebenfalls das Zelt und richtet seine Waffe auf Pierce. Yeager schlägt die Waffe weg, und es löst sich ein Schuss, der einen Baum trifft. Pierce erklärt, dass Akili verschlüsselte Echelon-Kommunikation entschlüsseln kann und beweist den Söldnern, dass deren Kapseln gegen das Virus tödliches Zyanid enthalten und somit, dass der tatsächliche Feind die USA sind. Alle beschließen, Afrika zusammen zu verlassen.
Koga studiert den Heisman-Report und überlegt, ob das Programm GIFT von einer höher entwickelten Spezies geschrieben wurde. Da GIFT nicht von einem Menschen entworfen sein kann, würde eine erfolgreiche Medikamentenentwicklung indirekt die Existenz dieser Spezies beweisen. Koga bittet Jeong-hoon Lee um seine Hilfe für die Weiterführung der Forschungsarbeit seines Vaters. Koga bekommt einen Anruf von Poppy, die ihn über die aktuelle Bedrohung durch die Polizei aufklärt und bestätigt, dass das Szenario aus dem Heisman-Reports eingetreten ist. Lee und Koga experimentieren mit GIFT, haben jedoch keinen Erfolg und verstehen das Programm noch nicht.
Rubens begreift zusehends, dass die Kommunikation ihrer Operation abgefangen wird und Nous alle Informationen in der Hand hält. Er findet heraus, dass der Warnanruf an Koga von Gardner getätigt wurde. Daraufhin wird Gardner bei Burns vorgeladen und mit dem Verdacht auf Landesverrat konfrontiert. Gardner kann Burns mit einem Trick unter Druck setzen und so seinen Kopf retten. Allerdings gibt Gardner Burns zu verstehen, dass die Operation Nemesis und die Anordnung von Nous' Tötung ein Fehler war.
Die Söldner, Pierce und Akili werden von Esimo aus dem Urwald geführt und werden Zeuge, wie ein Dorf von Milizen überfallen wird. Anschließend werden sie selbst von den Milizen verfolgt. Mit der Hilfe von Poppy bekommt Koga den schwarzen Laptop zum Laufen und kann darüber die Flucht der Kongo-Gruppe live mitverfolgen. Über eine direkte Kommunikation und aktuelle Satellitenbilder kann Koga die Gruppe von den Milizen wegführen. Koga und Lee diskutieren über die mangelnden Ergebnisse aus den Berechnungen von GIFT und kommen zu dem Schluss, ein allosterisches Mittel zu entwickeln.
Rubens erfährt in Fort Meade, dass die NSA Teile von Gardners Computer rekonstruieren konnte und so künftige Kommunikation zwischen dem Kongo und Japan entschlüsseln kann. Zudem wird veranlasst, dass der Dschungel großräumig nach vermissten Gruppe um Yeager abgesucht werden soll.
Yeager und seine Verbündeten flüchten weiter durch den Urwald und werden dabei zwischenzeitlich von einer Predator-Drohne mit Hellfire-Raketen beschossen. Esimo verlässt die Gruppe und kehrt zu seinem Stamm zurück.
Aus alten E-Mails der DIA erfährt Koga, dass sein Vater und Pierce sich seit 1996 kannten und sich in Zaire getroffen hatten. Zur selben Zeit war auch Sakai in Zaire vor Ort, die kurz danach ein Mädchen namens Ema bekam. Von Pierce wird Koga Yeager vorgestellt und wird vor Sakai gewarnt.
Computerspiel-Fan Andy Rockwell entdeckt eine Werbung für eine neue Flugsimulation, die er umgehend ausprobiert. In dem vermeintlichen Spiel steuert er eine Predator-Drohne, mit der er vorgegebene Manöver durchführt. Am Ende der Mission muss er eine Hellfire-Rakete auf eine Fahrzeugkolonne abschießen. Tatsächlich findet die Situation in der Realität statt und die Rakete trifft den Wagen von Chamberlain, der dadurch getötet wird. Daraufhin werden alle Drohnen weltweit durch die USA gelandet und stehen nicht mehr zur Verfügung.
Rubens besucht Joseph Heisman zuhause und berichtet ihm, dass dieser überwacht werde. Zurück in Washington trifft Rubens auf Holland und begreift, dass er beim Schutz von Nous sein Verbündeter ist. Außerdem erfährt er, dass Garrett den Präsidenten vor den Internationalen Strafgerichtshof stellen will und deshalb im Zuge der Operation eliminiert werden soll. Im Gespräch mit Burns merkt Rubens an, dass die entführte Drohne im Zusammenhang mit Nous stehen könnte und dass der Dreijährige nicht getötet werden sollte. Letzteres wird von Burns wegen seines religiösen Weltbildes abgewiesen. Nach dem Treffen fordert Holland Rubens unter vier Augen inoffiziell dazu auf, Nous zu retten.
Die Söldner in Afrika werden vierzig Kilometer nördlich von Butembo durch die LRA bedroht. Durch den Rache-Angriff einer UN-Friedenstruppe auf die LRA bietet sich für die Truppe um Yeager die Chance, die Belagerung der feindlichen Truppen zu durchqueren. Infolgedessen müssen sie sich auf dem Dach einer alten Kirche verschanzen und werden von Kindersoldaten der LRA angegriffen. Weil Yeager nicht mit ansehen kann, wie sich Kashiwabara gegen die Kinder in einen Blutrausch schießt, tötet er ihn. Der Angriff der Kindersoldaten wird dadurch gestoppt, dass Akili die Idee hat, sie mit Geldscheinen der Notreserve zu bewerfen. Auf dem Rückzug wird Garrett von einem Schuss eines überlebenden Kindersoldaten getroffen und stirbt. Alle Überlebenden werden von ihrem Fahrer Sanyu abgeholt.

### Teil 3: Aufbruch aus Afrika
Koga und Lee synthetisieren die Bestandteile des Medikaments weiter und stellen fest, dass sie einen engeren Zeitplan als angenommen haben, wenn das Medikament nach Lissabon zu Justin Yeager gebracht werden muss.
Rubens wird über einen Bericht der MONUSCO über die Vorfälle an der Kirche aufgeklärt. Eldridge und Rubens besprechen, wohin die Flucht von Pierce, Akili und der Söldner führen könnte. Aus der wiederaufgenommenen Satellitenkommunikation mit Japan schließen sie darauf, dass die Flucht Richtung Afrikas Süden führt.
Die Flüchtigen fahren tagelang in Richtung Süden durch Afrika und verabschieden sich schließlich von Sanyu in Johannesburg. Pierce klärt die anderen darüber auf, dass sie vom Flughafen der Zeta Security in Kapstadt mit einem entführten Flugzeug fliegen werden.
Koga und Lee beschließen, dass Lee nach Portugal fliegt, damit das Medikament pünktlich bei Justin Yeager in Lissabon ankommt. Koga wird von Sugai gewarnt, dass er aus seinem Labor verschwinden soll, worauf er zur World Medical Rescue Group fährt, um mehr über Yuri Sakai zu erfahren. Koga erfährt vom Büroleiter Ando, dass dieser 1996 mit seinem Vater in Zaire war und die ebenfalls vor Ort anwesende Sakai nicht schwanger war. Dabei weiß Koga, dass sie offiziell kurz nach ihrer Rückkehr in Japan ein Kind namens Ema bekommen haben soll. Zurück beim Haus mit dem Labor trifft Koga den Hausmeister, der ihm erzählt, dass es einen weiteren Bewohner im Haus gibt, die vermutlich Sakai ist. Koga dringt in diese Wohnung ein und findet heraus, dass die Anrufe von Poppy von hier getätigt wurden.
Die Kommunikation von Japan nach Afrika wird von der NSA entschlüsselt, wobei die Inhalte wegen unbekannter sprachlicher Komplexität nicht exakt gedeutet werden können. Rubens schließt darauf, dass sich ein zweites hoch-intelligentes Wesen in Japan befinden muss. Er vermutet, dass Sakai dieses Kind (Ema) vor Jahren nach Japan brachte und es adoptierte. Und er begreift, dass Nous die Entwicklung des Medikaments unterstützt, da Ema und Nous denselben Vater haben und sich – im Falle einer gemeinsamen Fortpflanzung – ätiologische Gene nicht negativ auswirken sollen. Koga bekommt einen Anruf, dass er sein Labor verlassen soll, bleibt aber, um das Medikament fertigzustellen.
Yeager und seine Mitstreiter dringen auf das Gelände von Zeta Security ein und besorgen sich Ausrüstung. Anschließend entführen sie eine Boeing 737-700, die Meyers fliegt. Die Entführung und dass der Flug in Richtung Recife geht, wird wenige Stunden später von der amerikanischen Seite registriert. Ebenso wissen sie Bescheid, dass Garrett tot ist. Die tatsächliche Route des Flugzeugs wird von Ema gesteuert und führt an Recife vorbei in Richtung Norden.
Lee teilt Koga mit, dass das synthetisierte Medikament erfolgreich geprüft wurde. Koga testet das Medikament an Mäusen und sieht, dass die Körper erfolgreich mit mehr Sauerstoff versorgt werden. Koga will das Labor mit dem Medikament verlassen, muss allerdings zunächst den Polizisten Kadota überwältigen.
450 km südöstlich vor Miami steigt das Flugzeug mit Yeager, Meyers, Pierce und Akili von einem extremen Tiefflug aus wieder auf ein Niveau, das vom Radar erfasst wird. Das US-Luftverteidigungskommando NORAD erkennt das Flugzeug, woraufhin vier Raptors von Eglin aus gestartet werden. Obwohl der Flug den Kurs in Richtung Sargassosee wechselt, beschließt Burns, dass die Raptors die Boeing weiter verfolgen sollen. Direkt darauf folgend erfährt Burns in der Kommandozentrale, dass es mehrere Cyberangriffe auf Stromversorger in den USA gegeben hat.
Koga bringt das Medikament für die erkrankte Maika Kobayashi in die Universitätsklinik, wird dabei aber von einem Polizisten verfolgt. Auf der Intensivstation überzeugt Koga seinen ehemaligen Kommilitonen Yoshihara, dass er das Medikament an Kobayashi ausprobieren soll. Anschließend übergibt Koga das Mittel für Justin Yeager an Lee und versteckt sich im Krankenhaus in einer Kammer.
Während das Flugzeug wieder in einen Sinkflug geht, wird der Cyberangriff verstärkt, und der Strom in weiteren US-Staaten fällt aus. Holland schlägt vor, die Operation Nemesis abzubrechen. Burns gibt dennoch den Befehl das entführte Flugzeug abzuschießen. Nach dem Abschuss der ersten Rakete findet diese allerdings nicht ihr Ziel, sondern verschwindet vom Radar. Kurz darauf explodiert das Heck des Raptors und stürzt ab. Die anderen Raptors und deren Raketen erleiden das gleiche Schicksal. Yeager, Meyers, Pierce und Akili verlassen schließlich das Flugzeug mit Fallschirmen. Im Weißen Haus wird vermutet, dass ihr Flugzeug abgestürzt sein muss und Nous eliminiert wurde. Die Kraftwerke werden wieder eingeschaltet und Burns erkennt, dass er ein Gefecht gegen Nous nicht gewinnen kann. Yeager und seine Mitstreiter landen auf einem Frachtschiff von Pierce Shipping und sind in Sicherheit.
Lee landet in Portela, wo er von Lydia Yeager empfangen wird. Er übergibt ihr das Medikament für Justin Yeager. Koga wacht in der Kammer im Krankenhaus auf und sieht, dass das Medikament bei Kobayashi wirkt.

### Epilog
Burns wird darüber informiert, dass die Cyberangriffe nicht, wie zunächst angenommen, von China durchgeführt wurden. Ebenso gäbe es keine Hinweise, wer für die Tötung von Chamberlain verantwortlich ist. Als Absturzursache der Raptors wird eine Naturkatastrophe in Erwägung gezogen, die Methanhydrate in großen Mengen am Meeresboden freisetzt. Durch diese Gaswolke wären die Raptors geflogen und infolgedessen explodiert bzw. abgestürzt.
Rubens besucht Heisman in Indiana und berichtet ihm, dass Nous auf dem Weg nach Japan ist und dass dort Nous' Halbschwester Ema Sakai lebt. Heisman spekuliert, dass die Ausrottung der Menschheit davon abhängt, wie sich die Menschen selbst verhalten. Nous und Ema könnten mit Hilfe von Technologie in der Lage sein, ihre eigene Spezies schnell zu vermehren.
Das Schiff mit Yeager und den anderen fährt durch den Panamakanal in Richtung Yokohama. Von seiner Frau erfährt Yeager, dass sein Sohn Justin eine Genesung erfährt und bald aus dem Krankenhaus entlassen werden kann. Pierce verkündet auf dem Schiff, dass alle, die zur Rettung von Akili beigetragen haben, finanziell von Pierce Stiftung unterstützt werden sollen.
Am Strand in Japan angekommen, werden Yeager, Meyers, Pierce und Akili von Koga, Lee, Sakai und Ema empfangen. Beim Anblick seiner Halbschwester spricht Akili sein erstes Wort: Ema. Lee erfährt, dass das Programm zur Medikamentenentwicklung von Ema geschrieben wurde und dass es sich von selbst zerstört.

## Hintergrund
- Afrika, das als Geburtsstätte des Menschen gilt, ist im Buch auch der Ort für die Entstehung der neuen, höchst intelligenten Menschen-Art.
- Die im Roman beschriebene Lord’s Resistance Army setzt im Kongo tatsächlich Kindersoldaten ein und kontrolliert weite Gebiete des Landes. Das durch diese Armee ausgeübte hohe Maß an Brutalität samt Vergewaltigungen gilt als belegt. Die Handlung spielt im Folgejahr nach dem Ende des Zweiten Kongokriegs, nämlich 2004.
- Der Absturz der F-22 Raptor-Luftüberlegenheitsjäger wird im Epilog mit Methanausbrüchen am Meeresboden des Atlantischen Ozeans erklärt. Dies gilt wissenschaftlich als möglich und wird im Zusammenhang mit dem Verschwinden von Schiffen und Flugzeugen im Bermudadreieck als eine mögliche Ursache betrachtet.
- Für die fiktive Figur des US-Präsidenten Gregory S. Burns wurde vermutlich der 2004 amtierende Präsident George W. Bush als Vorlage genommen. Nicht nur die Namen zeigen eine Ähnlichkeit, beide haben auch zwei Töchter. Burns wird als teilweise einfältig, naiv und frommer Christ beschrieben, was sich mit der medialen Erscheinung von Bush deckt.
- Der fiktive Vizepräsident Daniel Chamberlain hat dieselben Initialen wie der 2004 amtierende Dick Cheney.

## Schauplätze
Die Handlung der Söldner-Truppe um Yeager spielt überwiegend im zentralen Afrika (Uganda, Demokratische Republik Kongo), wobei ein Großteil davon im Ituri-Regenwald stattfindet, wo Nigel Pierce und Akili mit einem Stamm der Mbuti-Pygmäen leben. Die spätere Flucht führt über Sambia bis nach Südafrika, wo die Söldner zu Beginn ihrer Mission bereits in einem Ausbildungscamp waren. Der letzte Flug von Pierce, Akili und der Söldner führt von Kapstadt in Richtung Recife, Florida und schließlich Sargassosee. Die Protagonisten in Japan agieren in Atsugi (Kento Kogas Elternhaus) und der Präfektur Tokio, hier insbesondere in der Stadt Machida, wo sich Kento Kogas Labor befindet. Die Operation Nemesis, die zur Vernichtung von Nous gestartet wurde, wird vom Weißen Haus aus geleitet. Rubens ist zwischendurch in Maryland im Hauptquartier der NSA, sein Besuch bei Prof. Dr. Heisman findet in Indiana statt.

## Figuren

### In Afrika
- Jonathan „Hawk“ Yeager: Söldner und ehemaliger Green Beret; sein Sohn Justin leidet unter pulmonaler Alveolarepithelzellensklerose, für dessen Behandlung Yeager dringend Geld benötigt
- Scott „Blanket“ Meyers: amerikanischer Söldner und ehemaliger Rettungsfallschirmspringer der US Air Force
- Warren Garrett: amerikanischer Söldner, angeblich ehemaliger Marine
- Mikihiko „Mick“ Kashiwabara: japanischer Söldner
- Akili (Nous): ein hochintelligentes, 3-jähriges Kind zweier Pygmäen mit körperlichen Besonderheiten wie einem übergroßen Kopf und "katzen-ähnlichen" Augen; dieses Kind wird von den Amerikanern als potentielle Bedrohung der Menschheit betrachtet und Nous genannt, alle anderen nennen es Akili
- Nigel Pierce: Professor für Anthropologie, Inhaber einer Reederei und zwecks einer Feldforschung mit einem Pygmäen-Stamm im Kongo lebend
- Esimo: Vater von Akili
- Mike Singleton: Einsatzleiter bei Zeta Security in Südafrika
- Sanyu: Ugandischer Fahrer für die Söldner

### In Japan
- Kento Koga: 24-jähriger, japanischer Promotionstudent der pharmazeutischen Chemie; Sohn von Prof. Seiji Koga
- Jeong-hoon Lee: südkoreanischer Austauschstudent; er arbeitet mit Kento Koga an der Entwicklung eines neuen Medikaments.
- Yuri Sakai (Poppy): Gynäkologin und ehemalige Forschungspartnerin von Seiji Koga; als Poppy nimmt sie anonym Kontakt zu Kento Koga auf.
- Ema Sakai: Halbschwester von Akili; sie zählt ebenfalls zu jener neuen höchst intelligenten Menschen-Art.
- Prof. Sonoda: Betreuer von Kento Koga und für die Entwicklung neuer Medikamente gegen Autoimmunkrankheiten verantwortlich
- Sugai: Wissenschaftlicher Zeitungsreporter und Freund von Kento Kogas Vater
- Marina Kawai: Studentin der Englischen Literatur und Schwarm von Kento Koga
- Akihiro Doi: Freund von Kento Koga, der in einer Klinik forscht

### In den USA
- Arthur Rubens: Analyst des Schneider Institutes
- Gregory S. Burns: Präsident der USA
- Daniel Chamberlain: Vizepräsident der USA
- Dr. Melvin Gardner: Berater für Wissenschaft und Technologie
- Robert Holland: Direktor der CIA
- Harry Eldridge: Staatssekretär im Verteidigungsministerium und offizieller Leiter der Operation Nemesis
- Geoffrey Lattimer: Verteidigungsminister
- Charles Watkins: Direktor der nationalen Nachrichtendienste
- Prof. Dr. Joseph R. Heisman: Autor des Heisman-Reports von 1975, ehemaliger Forschungsgruppenleiter am Schneider Institute
- Michael Acres: Stabschef
- Andy Rockwell: Bankangestellter aus Sacramento; hobbymäßiger Spieler von Flugsimulationen

### Sonstige
- Lydia Yeager: Frau von Jonathan Yeager; in einer Klinik in Lissabon betreut sie ihren Sohn Justin und hat im späteren Verlauf Kontakt zu Kento Koga und Jeong-hoon Lee.

## Auszeichnungen
Das Buch für den Naoki-Preis nominiert und gewann den Yamada-Futaro-Preis. 2012 errang das Buch zudem den zweiten Rang des japanischen Großen Preises der Buchhändler.

## Buchausgabe
Das Buch ist als Paperback im Bertelsmann-Verlag erschienen. Die Übersetzung aus dem Englischen wurde von Rainer Schmidt durchgeführt. Nach seinem Erscheinen stieg der Roman in die Top 10 der Bestsellerliste des Spiegels in der Kategorie Paperback/Belletristik und erreichte Rang 4.

## Hörbuch
Die deutsche Hörbuchausgabe von Extinction erschien parallel zum Buch 2015 und wird von Sascha Rotermund gelesen. Das Hörbuch ist als MP3-Version verfügbar und hat eine Laufzeit von 19 h und 31 min.